# Le Lien (roman, 1996)
Pour les articles homonymes, voir Le Lien.
Le Lien est le quinzième roman de Patrick Grainville, publié aux éditions du Seuil en janvier 1996.

## Historique
Le personnage de Maha, chanteuse surnaturelle, mi-asiatique, mi-antillaise, dotée d’une voix qui rappelle celle de Klaus Nomi, permet à Patrick Grainville de livrer un grand récit baroque et ambitieux dans la lignée des Flamboyants, son Prix Goncourt 1976, ou de Colère. Cette « idole sombre » qui voyage de concerts en concerts, de pays en pays, entourée d’une faune interlope, traquée par les fans et les médias, en rappelle et en annonce d’autres. Véritable « seigneur des images » selon la critique, Patrick Grainville orchestre une critique sans concession de l’industrie du spectacle où règnent shows télévisés et opérations humanitaires hypocrites, multinationales et présentateurs aseptisés, mercantilisme et intérêts morbides, avec le sens de la démesure qui le caractérise. Le fantastique n’est pas loin, une nouvelle fois, à travers les figures de Yanne, mannequin plagiaire, obscène et mystérieuse, qui poursuit Maha, et des mandrills, au point de vue animal qui dérange.

## Résumé
M, dans un accident de voiture tue la mère de Maha, une jeune métisse qui pousse alors un cri magnifique et désespéré. Le chauffard s’enfuit et n’aura de cesse de retrouver la jeune fille pour élever son cri originel au rang du chant et de l’art. M deviendra le coach de la carrière de Maha dans le show-biz sans que cette dernière sache qu’elle a affaire à l’assassin. Une relation très ambiguë se noue entre les deux personnages au cours de concerts géants qui se passent à La Défense, au Stade de Wembley  ou de Korakuen à Tokyo. Maha devenue une star se produit flanquée de cinq mandrills dans des mises en scène barbares. Elle est manipulée par les médias, les producteurs, exposée au chantage de ses doubles, diffamée… Elle devra aussi affronter le secret de sa relation perverse avec M.

## Éditions
- Le Lien, éditions du Seuil, 1996  (ISBN 2020263785).